# Václav Němec (1912)
Václav Němec (5. dubna 1912 Kaznějov – 24. května 2001 Sokolov) byl český učitel a vlastivědný pracovník, který věnoval značnou část svého díla Sokolovsku.

## Vzdělání
Václav Němec se narodil v Kaznějově, který leží nedaleko Plzně. Rodina Němcových bydlela na statku č. p. 14, Otec Václava Němce byl v obci několik let starostou. Němec nejdříve navštěvoval místní obecnou školu, na které se poprvé potkal s učitelem Stanislavem Jelínkem (1893–1970). V roce 1923 ho otec zapsal na měšťanskou školu v Plzni na Hamburku. Na této škole se potkal s učitelem Václavem Eisenreichem – akademickým malířem, který ho lidsky velmi ovlivnil. Po dokončení měšťanské školy začal Václav Němec studovat učitelský ústav v Plzni, na kterém strávil čtyři roky (1927–1931). Kromě staročeštiny ho tam zaujala poezie, především čeští autoři – básníci jako Jiří Wolker, Vítězslav Nezval, Jaroslav Seifert a Konstantin Biebl, se kterým si později po určitou dobu dopisoval. Jejich vzájemná korespondence se ale nezachovala. Studia na učitelském ústavu úspěšně završil Němec maturitou.

## Pedagogická dráha
Roku 1931 začal působil jako výpomocný učitel a správce školy v obci Jemnice, okres Planá u Mariánských Lázní. Od září 1933 působil Němec jako učitel a správce jednotřídní české menšinové školy v dnes již neexistujícím Haselbachu (Lískové) na Sokolovsku. O dva roky později byl přeložen do Citic (okres Sokolov), kde působil až do Mnichovské dohody a následného záboru pohraničí a s tím spojeného nuceného odchodu většiny Čechů do vnitrozemí. Od prosince 1938 učil Němec na obecné škole v Bzi (okres Semily). K 1. březnu 1939
byl přeložen do Alšovic v tomtéž okrese. V období mezi 1. zářím 1939 a 19. červnem 1945 vyučoval na dívčí obecné škole v Železném Brodě v okrese Turnov. Po skončení války a osvobození Československa posílal v červnu 1945 ministerský úředník Stanislav Jelínek, bývalý učitel mj. v Kaznějově a ve Falknově (Sokolově), Václava Němce zpět na Sokolovsko a to ve funkci tajemníka zmocněnce ministerstva školství. Od nového školního roku 1945/1946 byl Němec učitelem na sokolovské obecné škole, později se tu stal i ředitelem. Vedle toho postupně přebírá budovy německých škol, které s odchodem původního obyvatelstva zanikají. Organizuje též první kulturní akce ve městě.
Až do počátku 70. let učil na sokolovských školách či zastával post předsedy okresního pedagogického sboru. V letech 1964–1968 byl kronikářem města Sokolova. Během své pedagogické dráhy, ale i v důchodovém věku absolvoval Václav Němec celou řadu výchovně-vzdělávacích, pedagogických a vlastivědně-historických přednášek, besed a debat. Byl nositelem celé řady uznání a vyznamenání. Angažoval se v různých funkcích, spolcích, komisích a kroužcích.

## Charakteristika díla
Během svého života vydal Václav Němec na 25 publikací: knih o historii, básně a verše, romány, povídky a překlady. Byl autorem také stovek článků, které publikoval především v Sokolovské jiskře, Týdeníku Sokolovska, Sokolovském deníku, Hlasu revoluce, Zpravodaji Okresní mírové rady, dále pak v Sokolovském revíru, Horníkovi a energetikovi, Družbě (Časopisu velkodolu Přátelství), Učitelských novinách, Prager Volkszeitung či v mariánskotýnických Listech. Několik různě dlouhých studií otiskl i ve sbornících: jednalo se především o respektovaný Minulostí Západočeského kraje (1981 a 1986), Razili cestu (1986) a Mnichov 1938 (1988), Podílel se také na kolektivních vlastivědně-popularizačních dílech jakými byly např. Sokolovské pohledy (1963) či Sokolovsko, jak je neznáte (1968).
V centru jeho vlastivědné práce byly dějiny Sokolovska v první polovině 20. století, zvláště momenty spjaté s obdobím 1938 a 1945, které Němec na Sokolovsku osobně prožil. Němcovy díla jsou typická svojí značnou čtivostí a častým potlačením faktografických výčtů ve prospěch samotného vyprávění autora. Slabší stránkou prací byla ne vždy dokonalá konfrontace vzpomínek jednotlivců s dochovanými archivními prameny, jisté věcné nepřesnosti, časté opakování stejných témat a občasné nedokonalosti v citačním aparátu.